# Verlorene Melodie
Pour plus de détails, voir Fiche technique et Distribution.
Verlorene Melodie (titre français : Mélodie perdue) est un film autrichien réalisé par Eduard von Borsody sorti en 1952.

## Synopsis
La jeune chanteuse Gretl a une voix claire. Elle aimerait faire une carrière dans la musique classique. Mais dans les premières années d'après-guerre, de plus en plus de sonorités jazzy se font un chemin en Autriche, cela ne semble pas exactement à la mode. Arrivée à Vienne, Gretl s'installe dans une pension d'artistes, où elle rencontre le jeune compositeur Franz. De même, il ne peut pas faire ce qui l'intéresse le plus : composer des mélodies de musique classique. Afin de gagner sa vie, Gretl accepte de se produire dans un bar avec de la musique populaire moderne. Elle y trouve aussi quelque chose à faire pour Franz. Mais alors que la chanteuse se fait connaître sous le nom de "Gretl Viennois" d'une manière américaine moderne, Franz se débat avec son travail de musicien de bar. Il rêve d'une carrière de compositeur classique, de "musique sérieuse".
Les jeunes n'ont pas de satisfaction artistique, mais sont très bien accueillis par le public. Lorsque l'Américaine Gloria, chanteuse star des boîtes de nuit, débarque un jour, Gretl devient jalouse, car elle pense que Franz porte à cette personne un intérêt qui va bien au-delà du professionnel. Il y a d'abord un malentendu, puis les deux amants se séparent. Par défi, Franz se tourne maintenant vers le jazz moderniste, il se détourne d'une commande pour composer un ballet classique. Puis une nuit dans un rêve, le maestro musical viennois par excellence, Johann Strauss II, apparaît et adresse des avertissements à son épigone. Franz se réveille et se rend compte qu'il trahirait ses idéaux musicaux s'il continue ainsi. Franz et Gretl se réconcilient et Franz retrouve sa propre "mélodie perdue". Son ballet est un grand succès.

## Fiche technique
- Titre original : Verlorene Melodie
- Réalisation : Eduard von Borsody assisté de Hans Herbert
- Scénario : Eduard von Borsody, Johannes Mario Simmel
- Musique : Willy Schmidt-Gentner
- Direction artistique : Julius von Borsody
- Costumes : Hill Reihs-Gromes
- Photographie : Helmuth Ashley
- Son : Alfred Norkus (de)
- Montage : Paula Dvorak
- Société de production : Nova-Film
- Société de distribution : Universal-Film
- Pays de production :  Autriche
- Langue : allemand
- Format : Couleur - 1,33:1 - Mono - 35 mm
- Genre : musical
- Durée : 100 minutes
- Dates de sortie :
  - Autriche : 12 août 1952.
  - France : 27 janvier 1953[1].
  - Hongrie : 6 août 1953.
  - URSS : 3 août 1954.

## Distribution
- Elfie Mayerhofer (de) : Gretl Viennese
- Robert Lindner : Franz
- Evelyn Künneke : Gloria, la chanteuse américaine de jazz
- Annie Rosar : Mme Zangerl
- Hermann Erhardt (de) : Schaffelhofer
- Heinz Moog : Gayer, le directeur
- Hans Putz (de) : Toni
- Karl Skraup (de) : Wiesinger
- Otto Woegerer : Cordoba
- Fritz Muliar : Karli
- Wolfgang Hebenstreith (de) : Johann Strauss fils
- Peter Alexander : le pianiste